# Liste der Kulturdenkmäler in Neunkhausen
In der Liste der Kulturdenkmäler in Neunkhausen sind alle Kulturdenkmäler der rheinland-pfälzischen Ortsgemeinde Neunkhausen aufgeführt. Grundlage ist die Denkmalliste des Landes Rheinland-Pfalz (Stand: 21. Dezember 2021).

## Einzeldenkmäler
| Bezeichnung | Lage                         | Baujahr                            | Beschreibung                                                                                                | Bild                           |
| ----------- | ---------------------------- | ---------------------------------- | --- | ------------------------------ |
| Quereinhaus | Hachenburger Straße 4 Lage   |                                    | Fachwerk-Quereinhaus mit Niederlass, teilweise massiv, verkleidet                                           | weitere Bilder Fotos hochladen |
| Hofanlage   | Hauptstraße 14 Lage          | um 1700                            | Streckhof, teilweise massiv, Fachwerk am Wohnhaus um 1700, an der Scheune aus dem 19. Jahrhundert           | weitere Bilder Fotos hochladen |
| Hofanlage   | Hauptstraße 18 Lage          | erste Hälfte des 18. Jahrhunderts  | Streckhof, teilweise massiv, Fachwerk aus der ersten Hälfte des 18. und dem 19. Jahrhundert                 | weitere Bilder Fotos hochladen |
| Brunnen     | Hauptstraße, vor Nr. 26 Lage | zweite Hälfte des 19. Jahrhunderts | Laufbrunnen, Gusseisen, zweite Hälfte des 19. Jahrhunderts                                                  | weitere Bilder Fotos hochladen |
| Quereinhaus | Hauptstraße 30 Lage          | zweite Hälfte des 17. Jahrhunderts | Fachwerk-Quereinhaus, teilweise massiv, wohl aus der zweiten Hälfte des 17. Jahrhunderts, Stallzone um 1900 | weitere Bilder Fotos hochladen |
| Quereinhaus | Klosterecke 5/7 Lage         |                                    | Fachwerk-Quereinhaus, verkleidet (teilweise massiv?)                                                        | weitere Bilder Fotos hochladen |
| Quereinhaus | Rosenstraße 1 Lage           | um 1700                            | Fachwerk-Quereinhaus, teilweise massiv, um 1700                                                             | weitere Bilder Fotos hochladen |